# Aloe barbertoniae
Aloe barbertoniae é uma espécie de liliopsida do gênero Aloe, pertencente à família Asphodelaceae.